# Astragalus fraternellus
Astragalus fraternellus är en ärtväxtart som beskrevs av Joseph Friedrich Nicolaus Bornmüller. Astragalus fraternellus ingår i släktet vedlar, och familjen ärtväxter. Inga underarter finns listade i Catalogue of Life.